# Hyorhinomys stuempkei
Chuột mũi lợn (Danh pháp khoa học: Hyorhinomys stuempkei) là một loài chuột thuộc họ chuột chù Muridae. Chúng là loài mới được phát hiện. 

## Khám phá
Chúng được các nhà khoa học phát hiện ra một loài chuột rừng mới ở Indonesia trong năm 2015 sau sáu tuần và liên tục tìm kiếm, khám phá các vùng rừng núi xa xôi, cuối cùng, sau nhiều nỗ lực nhóm nhà khoa học đã tìm thấy loài chuột mới này.
Trên đảo Sulawesi cũng có một số loài chuột trông giống như loài này nhưng không phải là chúng. Chúng được đặt bằng cách kết hợp các từ trong Hy Lạp "hyo" (heo),"rhino"(mũi), và "mys" (chuột), đồng thời cũng được đặt theo tên của Gerolf Steiner, có bút danh Harald Stümpke, giáo sư, tiến sĩ chuyên về động vật học. 

## Đặc điểm
Chuột mũi lợn có đặc điểm riêng biệt không giống các loài chuột chù khác. Mũi của loài chuột mới được phát hiện này giống như mũi heo, mặt chúng dài hơn và tai to hơn loài chuột thường, có lông dài che kín hạ bộ. Bàn chân với những vuốt sắc của chuột mũi lợn Khi bị bắt được, những con chuột này to béo, khỏe mạnh, trọng lượng mỗi con khoảng hai lạng rưỡi.
Chuột mũi lợn có chiếc mũi nhỏ màu hồng nhạt, nhô ra, hướng về phía trước trông giống như chiếc mũi lợn thu nhỏ đồng thời răng hàm dưới chìa ra. Răng cửa phía dưới rất dài và trắng. Răng cửa dài vốn là đặc điểm của loài chuột trù nhưng loài chuột mũi lợn này có răng cửa dưới cực kỳ dài. 